# 한국증권거래소
한국증권거래소(韓國證券去來所, Korea Stock Exchange)는 대한민국의 증권거래소로, 현재는 한국거래소의 일부이다. 거래소는 부산광역시 남구 문현금융로에 있다.

## 같이 보기
- 한국거래소